# Unitarian Universalist Association
Unitarian Universalist Association (UUA) är ett liberalt religiöst samfund bestående av unitarian universalistiska församlingar. 
Unitarian Universalist Association (UUA) bildades 1961 genom samgående mellan American Unitarian Association (AUA), grundad 1825, och Universalist Church of America, grundad 1793. 
Båda dessa föregångare började som kristna unitariska respektive universalistiska församlingar. Moderna unitariska universalister ser unitarian universalism som en separat religion med sina egna övertygelser och åskådningar. De definierar sig som icke-trosbekännande och baserat på visdom från olika religioner och filosofier, inklusive humanism, panteism, kristendom, hinduism, buddhism, taoism, judendom, islam och jord-centrerad andlighet. Således är UUA en synkretistisk religiöst liberal grupp. Några Unitarian Universalistiska församlingar är uttalat protestantiskt kristna.
UUA har sitt huvudkontor i Boston, Massachusetts, och tjänar kyrkor mestadels i USA. I USA ökade Unitarian Universalism med 15,8 procent mellan 2000 och 2010 och har 211 000 anhängare. En grupp av trettio filippinska församlingar är representerad som en medlem inom UUA. Det kanadensiska unitariska rådet (CUC) blev ett oberoende organ år 2002. UUA och CUC har i sin tur två av de sjutton ledamöterna i International Council of Unitarians and Universalists.